# Dasineura tortrix
Dasineura tortrix är en tvåvingeart som först beskrevs av Löw 1877.  Dasineura tortrix ingår i släktet Dasineura och familjen gallmyggor. Inga underarter finns listade i Catalogue of Life.